# Salario

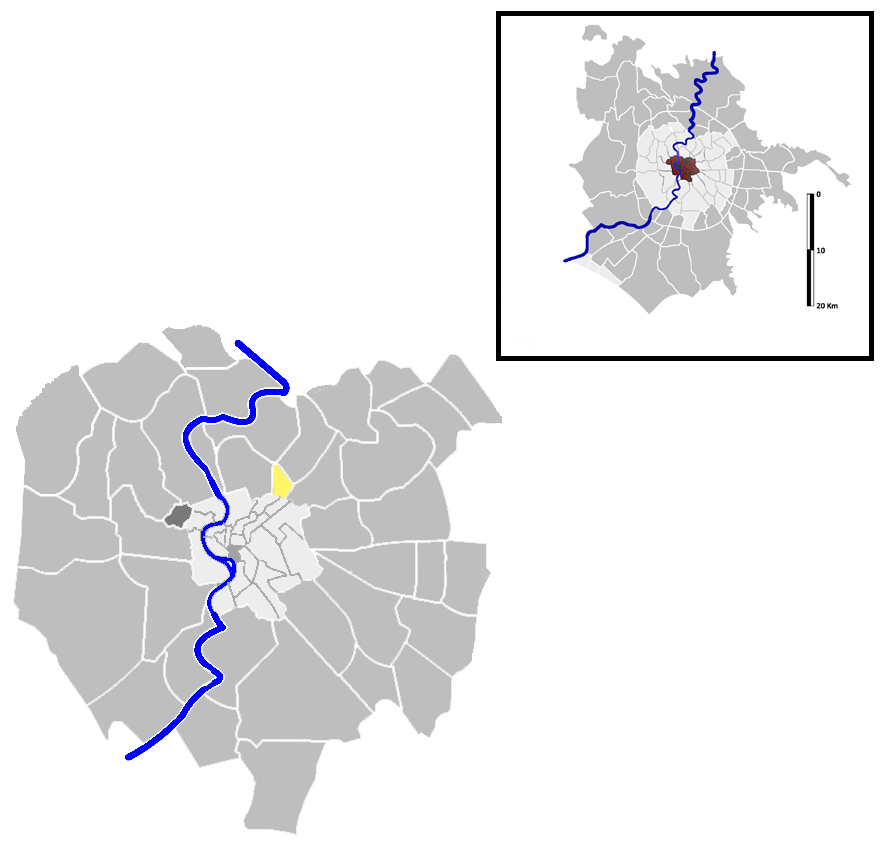
Lage von Salario in Rom

Salario ist ein Quartier  im Norden der italienischen Hauptstadt Rom. Der Name leitet sich von der Via Salaria ab. Es wir als Q.IV bezeichnet und ist ein Teil von Municipio II. Es hat 8548 Einwohner und eine Fläche von 0,4688 km².
Es bildet die mit dem Code 2.d bezeichnete zone urbanistiche, mit 26.375 Einwohnern im Jahr 2010.

## Geschichte
Salario ist einer der ersten 15 Bezirke, die 1911 in Rom gegründet und 1921 offiziell anerkannt wurden.

## Besondere Orte
- via Nomentana und die via Salaria
- Villa Albani
- Porta Pia und die porta Salaria
- Museo d’Arte Contemporanea di Roma
- Das alte Firmengelände von Birra Peroni
- Santa Maria della Mercede e Sant’Adriano